# Jacques Quétif
Jacques Quétif (6 d'abril de 1618 - † 2 de març de 1698) fou un dominic i bibliògraf francès. Prengué l'hàbit de l'Orde de Predicadors i fou bibliotecari del convent dels dominics de Satn Honorat de París. Deixà publicades diverses obres, entre elles una nova edició del Concili de Trento, una nova edició de la Summa Teològica de Tomàs d'Aquino i una biblioteca d'autors del seu orde, acabada pel seu germà dominic Jacques Échard.

## Obres
- B. Alberti Magni Ratisbonensis episcopi, ordinis Praedicatorum,..., París, 1890-95, 38 vols.
- Catalogus scriptorum religionis.., J. Moreti, 1613.
- Opuscula et epistolae, París, 1675.
- Sacro Sancti et oecumenici..concilii Tridentini.. canones et decreta, París, 1666.
- Scriptores ordinis praedicatorum, París: A. Picard, 1910-1914.